# Rio Dragoş
O Rio Dragoş é um rio da Romênia, afluente do Vişeu, localizado no distrito de Maramureş.